# جرمایا آزو
جرمایا آزو (انگلیسی: Jeremiah Azu; ۱۵ مهٔ ۲۰۰۱) دونده سرعت اهل بریتانیا است.